# Liga Sanluiseña de Fútbol
La Liga Sanluiseña de Fútbol (cuyas siglas son LSF) es la asociación de fútbol de la provincia de San Luis, y es una de las Ligas regionales de fútbol en Argentina. Su sede está ubicada en Bolivar 933. Abarca 3.780 chicos en las divisiones infantiles de los equipos de la liga.
El máximo campeón de la liga es el Club Sportivo Estudiantes con 34 títulos, seguido por Juventud Unida Universitario con 25 títulos y Defensores del Oeste con 18 títulos. El máximo goleador de la liga es Raul Manavella convirtiendo 342 goles, jugando para Sportivo Estudiantes 1955 a 1969 y Sporting Victoria 1973 a 1974.

## Historia
El 29 de enero de 1920 se fundó la liga comenzando sus primeros pasos e iniciando una etapa que con el paso de los años fue progresando año a año. Cabe destacar que la actividad en San Luis no comenzó precisamente en ese entonces. En 1921 ya con clubes afiliados comenzaron a disputarse los torneos en cancha Colón que se ubicaba en la antigua terminal de ómnibus, donde la entidad que se coronó campeón por primera vez fue el Club Sportivo Estudiantes quien lo hizo por 7 campeonatos consecutivos. También se jugaba en El Internado (Instituto de Formación Secundaria, conocido popularmente como "el internado").
En las primeras décadas los clásicos eran entre Sporting Victoria vs Estudiantes, Estudiantes vs Juventud, Pringles vs Pedernera, Juventud vs Universitario entre otros. Estos dos últimos se unieron formando el club Juventud Unida Universitario debido a la reestructura de la primera división del fútbol argentino un año anterior, donde el interventor de AFA, Valentín Suárez, determinó un cambio en la organización de los torneos; dicho cambio estaba destinado a permitir que los equipos del interior del país compitieran en el campeonato de primera tras ganar el "torneo regional", donde participaban los campeones de cada liga provincial. 
En el 1966, 1967, 1968 el Club Sportivo Estudiantes se coronó tricampeón alcanzando el récord nacional del fútbol amateur de 57 partidos invictos, ya en los 70` se comenzó a vivir el que actualmente es el clásico del fútbol de San Luis entre Club Sportivo Estudiantes y Juventud Unida Universitario. En 1979 Juventud Unida Universitario' participo del Campeonato Nacional tras ganar el regional, siendo la primera y única vez que un equipo puntano participara de la máxima categoría del fútbol argentino. 
En el año 1991 se implementaron los campeonatos cortos, como se comenzaba a realizar en la Primera División de Argentina, en la temporada 2001/02, 2002/03, participaron equipos de distintas localidades de la Provincia de San Luis intentado ser un torneo provincial donde no llegó a fundamentarse dejándose atrás. A principio del 2011 el presidente de la liga (Bartolomé Abdala) junto al resto de la comisión disidieron unificar la primera A y la primera B en una sola categoría. 
A lo largo de su historia, la Liga Sanluiseña de Fútbol tuvo diversas sedes donde aglutinó a todos los clubes de San Luis. Mayormente cada sede donde se trasladó fueron alquilada o cedidas hasta la compra definitiva del actual edificio. El primero de ellos fue ubicado en el Club Obras Sanitarias que se encontraba sobre la calle San Martín a principio del siglo XX. Posteriormente, paso a las instalaciones del Club Belgrano (Mitre esquina Belgrano), seguido por las oficinas de en su momento "Cine Opera". A principio de la década de 1970, la sede es trasladada a calle 25 de mayo antes de Caseros (actual templo religioso), donde permanecieron ahí hasta a fines de la década del '80. Con la venta de la cancha de la Liga a Juventud (actual Mario Sebastián Diez), se adquirió como propiedad la actual sede ubicada en Bolívar 933.

## Autoridades
Estas son las autoridades de la Liga Sanluiseña de Fútbol:
| Autoridades Principales |
| |
| - Presidente: - Sr. Daniel Miranda - Vicepresidentes: - Sr. Martín Arno - Sr. Martín Divizia - Sr. Javier Azcurra - Sr. Enzo Torres - Sr. Eduardo Godoy - Secretario: - Sr. Martín Decena - Pro-secretario: - Sr. Fernando Carranza - Secretario de Actas: - Sr. Fernando Mover - Tesorero: - Sr. Sergio Alcaraz - Pro-tesorero: - Sr. Carlos Zoppi - Revisor de Cuentas: - Sr. Ernesto Sosa - Revisor de Cuentas adjunto: - Sr. Alejandro Guzmán |
| |

| Departamento de Árbitros |
| |
| - Presidente: - Sr. Fernando Aguilera - Director: - Sr. Francisco Noguera - Miembros: - Sr. Eduardo Godoy - Sr. Sergio Lavalle |
| |

| Tribunal de Disciplina                                                                          |
|                                                                                                 |
| - Presidente: - Carlos Machiavelli - Miembros: - Raúl Ferrari - Gabriel Calderón - Claudio Vila |
|                                                                                                 |

## Equipos 2025
Las siguientes tablas muestran los equipos que participarán de la temporada 2025 de la Liga Sanluiseña de Fútbol:
| Primera División "A"                              | Primera División "A"     | Primera División "A"            | Primera División "A"                                    | Primera División "A"                                  |
| Clubes                                            | Fecha de fundación       | Localidad                       | Apodo                                                   | Estadio                                               |
| ------------------------------------------------- | ------------------------ | ------------------------------- | ------------------------------------------------------- | ----------------------------------------------------- |
| Estudiantes                                       | 20 de junio de 1920      | Ciudad de San Luis              | "Verde", "Albiverde"                                    | Héctor Odicino-Pedro Benoza (El Coliseo)              |
| Juventud                                          | 8 de noviembre de 1920   | Ciudad de San Luis              | "Juve", "Auriazul"                                      | Mario Sebastián Diez (El Bajo)                        |
| Defensores del Oeste                              | 20 de abril de 1942      | Ciudad de San Luis              | "CADO", "Expreso", "Carbonero"                          | La Caldera del Diablo (El Brete)                      |
| Sporting Victoria                                 | 20 de agosto de 1920     | Ciudad de San Luis              | "Sporting", "Victorioso", "Albinegro"                   | Parque Victorioso                                     |
| Huracán                                           | 5 de julio de 1930       | Ciudad de San Luis              | "Globo puntano"                                         | El Gigante del Sur (La Ripiera)                       |
| G.E.P.U.                                          | 28 de junio de 1925      | Ciudad de San Luis              | "Lobo de Pedernera", "Aurinegro"                        | Panorámico Aurinegro                                  |
| Unión San Luis                                    | 17 de febrero de 2001    | Ciudad de San Luis              | "Academia puntana"                                      | La Blockera del Norte                                 |
| C.A.I. San Luis                                   | 24 de enero de 2001      | Ciudad de San Luis              | "Azurro", "El equipo del pueblo"                        | Horacio Quinto Bassino                                |
| E.F.I. Juniors                                    | 21 de septiembre de 1985 | Ciudad de San Luis              | "Tricolor"                                              | Palacio Tricolor                                      |
| Defensores de Nogolí                              | 5 de enero de 1957       | Nogolí                          | "Celeste"                                               | Genaro Jofré                                          |
| Deportivo La Punta                                | 18 de octubre de 2004    | Ciudad de La Punta              | "Naranja"                                               | Predio Deportivo La Punta                             |
| Deportivo El Trapiche                             | 14 de febrero de 1965    | El Trapiche                     | "Trapichero"                                            | Francisco "Pancho" Garay                              |
| San Antonio de Estancia Grande                    | 9 de julio de 1948       | Estancia Grande                 | "Santo, Estancia"                                       | Socios Fundadores                                     |
| Comisión Social General Deportivo Fraga           | 17 de marzo de 2019      | Fraga                           | "Deportivo Fraga"                                       | Polideportivo Fraga                                   |
| Unidos del Sur                                    | 17 de febrero de 2012    | Ciudad de San Luis              | "Unidos"                                                | No tiene                                              |
| Deportivo El Chorrillo                            | 3 de marzo de 1961       | Juana Koslay                    | "Chorrillero"                                           | Alberto Martínez (Donovan)                            |
| La Calera Fútbol Club                             | 17 de marzo de 2016      | La Calera                       | "Calerino"                                              | Gabriel Cabanella                                     |
| Defensores de Potrero de los Funes                | 31 de agosto de 1975     | Potrero de los Funes            | "Potrero"                                               | Defensores de Potrero                                 |
| Primera División "B"                              |                          |                                 |                                                         |                                                       |
| El Lince                                          | 14 de noviembre de 2002  | Ciudad de San Luis              | "Rojinegro", "Felino"                                   | Carlitos Gómez                                        |
| Sportivo Villa de la Quebrada                     | 8 de agosto de 1964      | Villa de la Quebrada            | "Villero"                                               | Palermo Molina                                        |
| Deportivo Pringles                                | 31 de enero de 1915      | Ciudad de San Luis              | "Decano" "Prócer"                                       | La Hoguera                                            |
| San Lorenzo de Puente Blanco                      | 30 de diciembre de 1951  | Ciudad de San Luis              | "Cuervo", "Ciclón"                                      | No Tiene                                              |
| Sol de Mayo                                       | 11 de junio de 1955      | Ciudad de San Luis              | "Canario"                                               | Nido de los Canarios                                  |
| Deportivo Cruz de Piedra                          | 5 de junio de 1950       | Cruz de Piedra                  | "Cruceño""Canario de Cruz de Piedra"                    | Polideportivo Ave Fénix (hace de Local)               |
| Deportivo Koslay                                  | 28 de febrero de 2005    | Juana Koslay                    | "Koslay"                                                | Escuela Deportiva Koslay                              |
| Club Atlético Belgrano de Los Manantiales         | 9 de octubre de 1929     | Los Manantiales                 | "Globito de Los Manantiales", "Belgrano","Manantialero" | Club Belgrano de Los Manantiales                      |
| Juventud de El Volcán                             | 22 de mayo de 1975       | El Volcán                       | "Cuervo Volcanero"                                      | Crater Volcanero                                      |
| Com-Box de El Volcán                              | 12 de enero de 2017      | El Volcán                       | "La Nave"                                               | El Helipuerto                                         |
| El Búfalo de La Punta                             | 12 de junio de 2012      | Ciudad de La Punta              | "Búfalo"                                                | 🦬 Predio José Cecchini                               |
| Deportivo Termas de Balde                         | 3 de abril de 2022       | Balde                           | "Termas"                                                | Estadio Termas de Balde                               |
| Independiente de Beazley                          | 14 de septiembre de 1922 | Beazley                         | "Albiverde", "Bizleño"                                  | Club Independiente (Beazley)                          |
| E.F.I. de Fraga                                   | 10 de enero de 2010      | Fraga                           | "El León de Fraga"                                      | Polideportivo Fraga                                   |
| Sporting Club Cazador                             | 21 de febrero de 2019    | Cazador (San Luis)              | "Cazadores"                                             | Zanjitas                                              |
| Club Atlético 400 Sur                             | 2 de marzo de 2023       | Ciudad de San Luis              | "El 400"                                                | No Tiene                                              |
| ASEBA Club                                        | 2 de noviembre de 1992   | Ciudad de San Luis              | "El Bancario"                                           | Aseba Fútbol                                          |
| Salinas Fútbol Club                               | 30 de septiembre de 1988 | Salinas del Bebedero (San Luis) | "El Salinero"                                           | No Tiene                                              |
| Atlético Trinidad                                 | 20 de diciembre de 2014  | Ciudad de San Luis              | La "T"                                                  | Predio Bº176 Viviendas                                |
| San Pablo F.C. de San Luis (2025 no participa) 🔻 | 10 de julio de 2014      | Ciudad de San Luis              | "Los Leones Puntanos"                                   | No Tiene                                              |
| Club Atlético Alto Pencoso (2025 no participa)🔻  | 23 de noviembre de 1945  | Alto Pencoso                    | "Pencoso"                                               | No Tiene                                              |
| El Rincón de San Francisco                        | 20 de junio de 1956      | San Francisco                   | "El Unico Grande del Norte Puntano"                     | Polideportivo Municipal de San Francisco del M de Oro |

info
 Deportivo El Trapiche 
| 14 de febrero de 1965  El Trapiche Trapichero  Francisco "Pancho" Garay
 Unidos del Sur  17 de febrero de 2012 Ciudad de San Luis Unidos No tiene
 La Calera  17 de marzo de 2016   La Calera Calerino, Cementero  Polideportivo La Calera
 Alto Pencoso  23 de noviembre de 1945  Alto Pencoso No tiene
 Deportivo Pringles  31 de enero de 1915   Ciudad de San Luis Prócer,  La Hoguera
 Club Atlético Belgrano de Los Manantiales  Ciudad de San Luis Globito de Los Manantiales, Belgrano,Manantialero
 Club Belgrano de Los Manantiales
 Juventud de El Volcán 22 de mayo de 1975   El Volcán Cuervo, Volcanero Cuervos Volcaneros
 Atlético Trinidad  20 de diciembre de 2014   Ciudad de San Luis La T  Predio Bº 176 Viviendas
 San Lorenzo de Puente Blanco  31 de diciembre de 1951  Ciudad de San Luis Cuervo, Ciclón No tiene
| San Pablo de San Francisco 10 de julio de 2014  San Francisco Los Leones del Norte  Polideportivo San Francisco
 E.F.I. de Fraga 2010  Fraga No tiene
 El Rincón de San Francisco  20 de junio de 1956  San Francisco El Unico Grande del Norte Puntano  Polideportivo San Francisco
 Deportivo El Chorrillo 1961 Juana Koslay Chorrillero  Alberto Martínez (Donovan)
 El Búfalo de La Punta| 12 de junio de 2012  Ciudad de La Punta Búfalo  Juan Gilberto Funes
 Deportivo Balde 3 de abril de 2015  Balde Verdinegro  Estadio Municipal de Balde
 Com-Box de El Volcán 14 de enero de 2017  El Volcán Nave
No tiene
 Independiente de Beazley 14 de septiembre de 1882  Beazley| Albiverde, Bizleño  Beazley 
Deportivo Fraga  Fraga "Deportivo"  Estadio Municipal de Fraga
  Santa Irene de Desaguadero  Desaguadero 1974 
[[Archivo:Verde e Black (Strisce).png 

## Los Clásicos
Se denomina clásico al partido que enfrenta a dos equipos cuya rivalidad lleva un largo tiempo, principalmente por encontrarse en barrios, localidades o zonas geográficas cercanas o compartidas.
CLÁSICOS ANTIGUOS:
- Clásico Fundador de Liga : Club Deportivo Pringles Vs. Sportivo Estudiantes
- Clásico Fundador de Liga : Sportivo Estudiantes Vs. Sporting Club Victoria.
- Clásico Fundador de Liga : Club Deportivo Pringles Vs. Sporting Club Victoria.
- Otro Clásico: Club Atlético Juventud Unida Universitario Vs. Club Atlético Huracán San Luis
- CLÁSICOS MODERNOS:

- Clásico Puntano: Juventud Unida Universitario Vs. Sportivo Estudiantes
- Clásico del Oeste: Defensores del Oeste Vs. Sporting Club Victoria.
- Clásico de Barrio El Bajo : Juventud Unida Universitario Vs. Club Deportivo Cultural San Lorenzo de Puente Blanco
- Clásico de Zona Norte: Club Atlético Unión Vs. GEPU.
- Otro: Clásico de Zona Norte: Club Deportivo Pringles Vs. Club Atlético Unión
- Otro: GEPU Vs. Club Deportivo Pringles
- Clásico de Zona Sur: Club Atlético Huracán (San Luis) Vs. Club Social Cultural y Deportivo El Lince
- Clásico: Club Deportivo Termas de Balde Vs. Salinas Fútbol Club (Salinas del Bebedero)
- Clásico: Club Independiente de Beazley Vs. Sporting Club Cazador (Cazador San Luis)
- Clásico de Belgrano: Sportivo Villa de la Quebrada Vs. Defensores de Nogoli
- Clásico del Departamento Belgrano: La Calera Fútbol Club Vs. Club Atlético Belgrano de Los Manantiales
- Clásico Chorrillero: Club El Chorrillo Vs. Deportiva Koslay
- Clásico Juana Koslay : Club Social Cultural y Deportivo Cruz de Piedra Vs. Deportiva Koslay
- Clásico: Deportiva Koslay Vs. Defensores de Potrero de Los Funes
- 'Clásico Volcanero: Asociación Com-box Vs. Club Juventud de El Volcán
- Clásico Punteño: Deportivo La Punta Vs. Club Atlético El Búfalo

- Clásico de Fraga (San Luis): Deportivo Fraga Vs. E.F.I. (Fraga)
- Clásico del Departamento Coronel Pringles Deportivo El Trapiche Vs. San Antonio de Estancia Grande
- Clásico Serrano: Deportivo El Trapiche Vs. Club Juventud El Volcán
- Clásico de Valle y Sierra: Club Juventud de El Volcán Vs. Club El Chorrillo

## Tabla Histórica de Títulos

### Liga Sanluiseña de Fútbol
- Desde la temporada 1921 a la 1990 se disputó un solo torneo por año calendario, por el sistema de todos contra todos, en dos ruedas de partido y revancha (algunos campeonatos se jugaron a 3 ruedas). También se la conocía como "Liga Puntana de Fútbol".

| Temporada | Torneo                    | Campeón                                              |
| --------- | ------------------------- | ---------------------------------------------------- |
| 1921      | Liga Sanluiseña de fútbol | Sportivo Estudiantes                                 |
| 1922      | Liga Sanluiseña de fútbol | Sportivo Estudiantes                                 |
| 1923      | Liga Sanluiseña de fútbol | Sportivo Estudiantes                                 |
| 1924      | Liga Sanluiseña de fútbol | Sportivo Estudiantes                                 |
| 1925      | Liga Sanluiseña de fútbol | Sportivo Estudiantes                                 |
| 1926      | Liga Sanluiseña de fútbol | Sportivo Estudiantes                                 |
| 1927      | Liga Sanluiseña de fútbol | Sportivo Estudiantes                                 |
| 1928      | Liga Sanluiseña de fútbol | Sporting Club Victoria                               |
| 1929      | Liga Sanluiseña de fútbol | Sportivo Estudiantes                                 |
| 1930      | Liga Sanluiseña de fútbol | Sportivo Estudiantes                                 |
| 1931      | Liga Sanluiseña de fútbol | Sportivo Estudiantes                                 |
| 1932      | Liga Sanluiseña de fútbol | Pringles                                             |
| 1933      | Liga Sanluiseña de fútbol | Sportivo Estudiantes                                 |
| 1934      | Liga Sanluiseña de fútbol | Sporting Club Victoria                               |
| 1935      | Liga Sanluiseña de fútbol | Pringles                                             |
| 1936      | Liga Sanluiseña de fútbol | Pringles                                             |
| 1937      | Liga Sanluiseña de fútbol | Pringles                                             |
| 1938      | Liga Sanluiseña de fútbol | Pringles                                             |
| 1939      | Liga Sanluiseña de fútbol | Pringles                                             |
| 1940      | Liga Sanluiseña de fútbol | Sporting Club Victoria                               |
| 1941      | Liga Sanluiseña de fútbol | Sportivo Estudiantes                                 |
| 1942      | Liga Sanluiseña de fútbol | Sportivo Estudiantes                                 |
| 1943      | Liga Sanluiseña de fútbol | Sportivo Estudiantes                                 |
| 1944      | Liga Sanluiseña de fútbol | Sportivo Estudiantes                                 |
| 1945      | Liga Sanluiseña de fútbol | Huracán                                              |
| 1946      | Liga Sanluiseña de fútbol | Juventud Unida                                       |
| 1947      | Liga Sanluiseña de fútbol | BAP de Beazley(actualmente Independiente de Beazley) |
| 1948      | Liga Sanluiseña de fútbol | Huracán                                              |
| 1949      | Liga Sanluiseña de fútbol | Union Central                                        |
| 1950      | Liga Sanluiseña de fútbol | Pringles                                             |
| 1951      | Liga Sanluiseña de fútbol | Sporting Club Victoria                               |
| 1952      | Liga Sanluiseña de fútbol | Huracán                                              |
| 1953      | Liga Sanluiseña de fútbol | Sportivo Estudiantes                                 |
| 1954      | Liga Sanluiseña de fútbol | Pringles                                             |
| 1955      | Liga Sanluiseña de fútbol | Sportivo Estudiantes                                 |
| 1956      | Liga Sanluiseña de fútbol | Sporting Club Victoria                               |
| 1957      | Liga Sanluiseña de fútbol | Defensores del Oeste                                 |
| 1958      | Liga Sanluiseña de fútbol | Defensores del Oeste                                 |
| 1959      | Liga Sanluiseña de fútbol | Sportivo Estudiantes                                 |
| 1960      | Liga Sanluiseña de fútbol | Pringles                                             |
| 1961      | Liga Sanluiseña de fútbol | Sportivo Estudiantes                                 |
| 1962      | Liga Sanluiseña de fútbol | Defensores del Oeste                                 |
| 1963      | Liga Sanluiseña de fútbol | Defensores del Oeste                                 |
| 1964      | Liga Sanluiseña de fútbol | Pringles                                             |
| 1965      | Liga Sanluiseña de fútbol | Defensores del Oeste                                 |
| 1966      | Liga Sanluiseña de fútbol | Sportivo Estudiantes                                 |
| 1967      | Liga Sanluiseña de fútbol | Sportivo Estudiantes                                 |
| 1968      | Liga Sanluiseña de fútbol | Sportivo Estudiantes                                 |
| 1969      | Liga Sanluiseña de fútbol | Juventud Unida Universitario                         |
| 1970      | Liga Sanluiseña de fútbol | Defensores del Oeste                                 |
| 1971      | Liga Sanluiseña de fútbol | Juventud Unida Universitario                         |
| 1972      | Liga Sanluiseña de fútbol | Juventud Unida Universitario                         |
| 1973      | Liga Sanluiseña de fútbol | Juventud Unida Universitario                         |
| 1974      | Liga Sanluiseña de fútbol | Sportivo Estudiantes                                 |
| 1975      | Liga Sanluiseña de fútbol | Defensores del Oeste                                 |
| 1976      | Liga Sanluiseña de fútbol | Sportivo Estudiantes                                 |
| 1977      | Liga Sanluiseña de fútbol | Juventud Unida Universitario                         |
| 1978      | Liga Sanluiseña de fútbol | Defensores del Oeste                                 |
| 1979      | Liga Sanluiseña de fútbol | Defensores del Oeste                                 |
| 1980      | Liga Sanluiseña de fútbol | Sportivo Estudiantes                                 |
| 1981      | Liga Sanluiseña de fútbol | Sportivo Estudiantes                                 |
| 1982      | Liga Sanluiseña de fútbol | Juventud Unida Universitario                         |
| 1983      | Liga Sanluiseña de fútbol | No se disputó el torneo                              |
| 1984      | Liga Sanluiseña de fútbol | El Gigante de La Calera                              |
| 1985      | Liga Sanluiseña de fútbol | Juventud Unida Universitario                         |
| 1986      | Liga Sanluiseña de fútbol | Cultural San Lorenzo                                 |
| 1987      | Liga Sanluiseña de fútbol | Sportivo Estudiantes                                 |
| 1988      | Liga Sanluiseña de fútbol | Juventud Unida Universitario                         |
| 1989      | Liga Sanluiseña de fútbol | Sportivo Estudiantes                                 |
| 1990      | Liga Sanluiseña de fútbol | Juventud Unida Universitario                         |

### Liga Sanluiseña de Fútbol - Apertura y Clausura - Primera División
- Desde la temporada 1990/91 cada campeonato se dividió en dos fases, disputándose en cada una un torneo de una sola rueda. En el segundo semestre del primer año se jugaba el Torneo Apertura; y en el primer semestre del año siguiente, el Torneo Clausura. Cada uno consagraba a su propio campeón (a principio se lo llamó Torneo "Iniciación" y "Oficial").

| Temporada | Torneo       | Campeón                      |
| --------- | ------------ | ---------------------------- |
| 1991      | Iniciación   | Huracán                      |
| 1991      | Oficial      | Cultural San Lorenzo         |
| 1992      | Apertura     | Cultural San Lorenzo         |
| 1992      | Oficial      | Juventud Unida Universitario |
| 1993      | Apertura     | Sportivo Estudiantes         |
| 1993      | Oficial      | Juventud Unida Universitario |
| 1994      | Apertura     | Juventud Unida Universitario |
| 1994      | Clausura     | Sporting Club Victoria       |
| 1995      | Apertura     | Sporting Club Victoria       |
| 1995      | Clausura     | Defensores del Oeste         |
| 1996      | Apertura     | Defensores del Oeste         |
| 1996      | Clausura     | Juventud Unida Universitario |
| 1997      | Apertura     | Juventud Unida Universitario |
| 1997      | Clausura     | Juventud Unida Universitario |
| 1998      | Apertura     | Pringles                     |
| 1998      | Clausura     | Juventud Unida Universitario |
| 1999      | Apertura     | Pringles                     |
| 1999      | Clausura     | Sportivo Estudiantes         |
| 2000      | Apertura     | Sportivo Estudiantes         |
| 2000      | Clausura     | Sportivo Estudiantes         |
| 2001      | Apertura     | Sporting Club Victoria       |
| 2001      | Clausura     | Defensores del Oeste         |
| 2002      | Apertura     | Deportivo Arizona            |
| 2002      | Clausura     | Atlético Concarán            |
| 2003      | Apertura     | Defensores del Oeste         |
| 2003      | Clausura     | Atlético Concarán            |
| 2004      | Apertura     | Juventud Unida Universitario |
| 2004      | Clausura     | Defensores del Oeste         |
| 2005      | Apertura     | Defensores del Oeste         |
| 2005      | Clausura     | Pringles                     |
| 2006      | Apertura     | Huracán                      |
| 2006      | Clausura     | Defensores del Oeste         |
| 2007      | Apertura     | Sportivo Estudiantes         |
| 2007      | Clausura     | Deportivo La Punta           |
| 2008      | Apertura     | Deportivo La Punta           |
| 2008      | Clausura     | Deportivo La Punta           |
| 2009      | Apertura     | Deportivo La Punta           |
| 2009      | Clausura     | Deportivo La Punta           |
| 2010      | Apertura     | ASEBA                        |
| 2010      | Clausura     | Defensores del Oeste         |
|           | Torneo Largo | Juventud Unida Universitario |

### Liga Sanluiseña de Fútbol - Torneo Unificado
- Unificación de la primera A y la primera B.

| Temporada | Torneo                                             | Campeón                      |
| --------- | -------------------------------------------------- | ---------------------------- |
| 2012      | Torneo Unificado                                   | San Antonio (54)             |
| 2013      | Torneo Unificado "Carlos Sosa Falcioni"            | CAI San Luis (70)            |
| 2014      | Torneo Unificado "Oscar Ruben Ruly Cabrera"        | Juventud Unida Universitario |
| 2015      | Torneo Unificado "Lucas Romero"                    | Club Deportivo Pringles      |
| 2016      | Torneo Unificado "Brian Olguin" Apertura           | CAI San Luis                 |
| 2016      | Torneo Unificado "Oscar Severo Fernández" Clausura | Defensores del Oeste         |

### Liga Sanluiseña de Fútbol - Apertura y Clausura - Primera División
| Temporada | Torneo                                                               | Campeón                                                  |
| --------- | -------------------------------------------------------------------- | -------------------------------------------------------- |
| 2017      | Apertura - La Puntanidad                                             | Juventud Unida Universitario                             |
| 2017      | Clausura -                                                           | Juventud Unida Universitario                             |
| 2018      | Apertura - Roberto Giménez                                           | Sporting Club Victoria                                   |
| 2018      | Clausura - Sebastián Camargo                                         | G.E.P.U.                                                 |
| 2019      | Apertura - Rodolfo Blanco                                            | Sportivo Villa de la Quebrada                            |
| 2019      | Clausura - Ariel Ruiz                                                | Defensores del Oeste                                     |
| 2020      | No se jugó debido a la Pandemia de Covid - 19                        | No hubo                                                  |
| 2021      | Apertura -Marcelo Fabián Villegas Clausura - Carlos Gómez            | Club Atlético Huracán SL Sportivo Villa de la Quebrada   |
| 2022      | Apertura - Horacio Quinto Bassino Clausura - Lucio Aníbal Alcaraz    | E.F.I. Juniors Club Atlético Huracán SL                  |
| 2023      | Apertura - Juan Gilberto Funes Clausura - Oscar Rubén Cabrera (Hijo) | Deportivo La Punta Deportivo La Punta                    |
| 2024      | Apertura - Pablo Javier Ayala Clausura - Mercedes "Mecho" Funes      | San Antonio de Estancia Grande Club Sportivo Estudiantes |
| 2025      | Apertura - Felipe "Paco" Carrizo Clausura -                          |                                                          |

## Copa Liga Sanluiseña (LSF)

### Liga Sanluiseña de Fútbol - Copa de la Liga
La Copa Ex Centenario de Liga Sanluiseña de Fútbol (se jugó en honor a los 100 años de la Liga) actualmente cambio su nombre a "COPA DE LA LIGA", donde tanto los clubes de la Primera División "A" como la Primera División "B" de la Liga Sanluiseña de Fútbol se enfrentan por esta copa, jugando por eliminación desde los octavos de final hasta semifinal y final. La mayoría de estos cruces suelen ser club de Primera "A" vs. club de Primera "B".
| Clubes campeones                   | Cantidad de Copas Ganadas | Club Subcampeón                            | Edición de la Copa y Temporada               |
| ---------------------------------- | ------------------------- | ------------------------------------------ | -------------------------------------------- |
| Club Sportivo Estudiantes          | 1                         | Club Atlético Juventud Unida Universitario | Copa Centenario (1°Edición) 2019/20          |
| Club Atlético Unión San Luis       | 1                         | Gimnasia y Esgrima Perdernera y Unidos     | Copa Centenario (2° Edición) 2021/22         |
| Deportivo La Punta                 | 1                         | San Antonio de Estancia Grande             | Copa de la Liga 2023 (3° Edición)            |
| Club Atlético Defensores del Oeste | 1                         | Club Atlético Huracán SL                   | Copa de la Liga 2024 "Sigma" (4° Edición)    |
|                                    |                           |                                            | Copa de la Liga 2025 "Solutexx" (5° Edición) |

## Campeónes de la Primera "A" - LSF

### Primera División *A*
Referencia (Año en que salió campeón) Apertura *A*   Clausura *C*  Copa de la Liga *CC* Torneo Unificado *U*
| Equipo                             | Títulos | Campeonatos |
| ---------------------------------- | ------- | --- |
| Estudiantes                        | 36      | 1921, 1922, 1923, 1924, 1925, 1926, 1927, 1929, 1930, 1931, 1933, 1941, 1942, 1943, 1944, 1953, 1955, 1959, 1961, 1966, 1967, 1968, 1974, 1976, 1980, 1981, 1987, 1989, 1993, 1999, 2000A, 2000C, 2007A, 2019CC , 2024C |
| Juventud                           | 25      | 1946, 1969, 1971, 1972, 1973, 1977, 1979, 1980, 1981, 1982, 1985, 1988, 1990, 1992C, 1993C, 1994A, 1996C, 1997A, 1997C, 1998C, 2004A, 2011, 2014, 2017A, 2017C                                                          |
| Defensores del Oeste               | 19      | 1957, 1958, 1962, 1963, 1965, 1970, 1975, 1978, 1979, 1995C, 1996A, 2001C, 2003A, 2004C, 2005A, 2006C, 2010C, 2016C, 2019C                                                                                              |
| Club Deportivo Pringles            | 15      | 1932, 1935, 1936, 1937, 1938, 1939, 1950, 1954, 1960, 1964, 1972, 1992,1998A, 1999A, 2005C, 2015U |
| Sporting Club Victoria             | 9       | 1928, 1934, 1940, 1951, 1956, 1994C, 1995A, 2001A, 2018A |
| Deportivo La Punta                 | 8       | 2007C, 2008A, 2008C, 2009A, 2009C,2023A,2023C,2023CC |
| Huracán                            | 7       | 1945, 1948, 1952, 1991A, 2006A, 2021A, 2022C |
| San Lorenzo                        | 3       | 1986, 1991C, 1992A |
| Atlético Concarán                  | 2       | 2002C, 2003C |
| C.A.I. San Luis                    | 2       | 2013, 2016A |
| Club Sportivo Villa de la Quebrada | 2       | 2019A, 2021C |
| San Antonio de Estancia Grande     | 2       | 2012, 2024A, |
| E.F.I. Juniors                     | 2       | 2022A 2025A |
| B.A.P. de Beazley                  | 1       | 1947 |
| Union Central                      | 1       | 1949 |
| El Gigante de La Calera            | 1       | 1984 |
| Deportivo Arizona                  | 1       | 2002A |
| A.S.E.B.A.                         | 1       | 2010A |
| G.E.P.U.                           | 1       | 2018C |
| Club Atlético Unión (SL)           | 1       | 2022CC |

## Ascensos de la Primera División "B" - LSF

### Primera División "B"
*La Primera División "B" de la Liga Sanluiseña de Fútbol, se jugó por primera vez en el año 1956, que tuvo como primer campeón y ascendido a Defensores del Oeste. 
*En la década de 1960 aproximadamente, en esta Primera División "B", en su momento hubo varios clubes protagonistas de esta división de ascenso, como el "Club Juan Esteban Pedernera" se consagró Campeón en 1967 tras vencer al Club Racing por 2 a 0. que después se unificó con "Gimnasia y Esgrima" para formar el actúal Club Gimnasia y Esgrima y Pedernera Unidos más conocido como GEPU,  
*También jugó el "Club Universitario", que varias veces  se consagró Campeón  de está categoría , este histórico Club Universitario, tenía su sede al frente de la cancha de Sportivo Estudiantes, este equipo también estaba formado por la mayoría de policías,al igual que el club "Racing".

en 1973 se unificó con Juventud Unida para formar el  actúal Club Atlético Juventud Unida Universitario.
*El Club Racing, que supo ser protagonista de los torneos de Ascenso, representando al "Hogar de Niños", que estaba en el barrio de puente Blanco, este equipo estaba integrado por Policías.
| Equipos                                       | Ascensos a la Primera División "A" |
| --------------------------------------------- | ---------------------------------- |
| Defensores del Oeste                          | 1956 - 1981 - 1987- 2000           |
| Club Atlético Lafinur                         | 1952 -1966 - 1980                  |
| Club Atlético Huracán                         | 1978 1983                          |
| Gimnasia y Esgrima Perdernera y Unidos (GEPU) | 1991 - 1993                        |
| Club E.F.I. Juniors                           | 1994                               |
| Sarmiento Juventud Unida de Tilisarao         | 1994                               |
| Ranqueles de Nueva Galia                      | 1995                               |
| Atlético San Luis - Aviador Origone (Alianza) | 1995                               |
| Club Juan Gilberto Funes de Leandro.N.Alem    | 2005                               |
| San Antonio de Estancia Grande                | 2008                               |
| Sportivo Villa de la Quebrada                 | 2009                               |
| Club Deportivo Cultural San Lorenzo           | 1998 - 2010                        |
| Deportivo Pringles                            | 1997-2002- 2011                    |
| Defensores de Nogoli                          | 1998/99 - 2017                     |
| Casino de Merlo                               | 1999                               |
| BAP de Concarán                               | 1999                               |
| Defensores de Potrero de los Funes            | 2017 - 2024                        |
| Deportiva Koslay Juniors                      | 2018                               |
| Club El Lince                                 | 2018                               |
| Sol de Mayo                                   | 1971-1975- 1986 1995 - 2018        |
| Deportivo Cruz de Piedra                      | 2019                               |
| No se jugo por el Covid - 19                  | 2020                               |
| Sporting Club Victoria                        | 1961- 2012 - 2021                  |
| Deportivo Fraga                               | 2021                               |
| Deportivo La Punta                            | 2022                               |
| Deportivo El Trapiche                         | 2022                               |
| Unidos del Sur                                | 2023                               |
| Deportivo El Chorrillo                        | 1988 - 1990-1992- 1994- 2023       |
| La Calera Fútbol Club                         | 1996 - 2024                        |